# Torrepadierne
Torrepadierne es una entidad de población española del municipio de Pampliega, perteneciente a la provincia de Burgos, en la comunidad autónoma de Castilla y León.

## Historia
El lugar tuvo ayuntamiento propio. El municipio de Torrepadierne desapareció de cara al censo de 1857, al incorporarse al de Pampliega. Hacia mediados del siglo XIX, el lugar tenía contabilizada una población de 32 habitantes. Aparece descrito en el decimoquinto volumen del Diccionario geográfico-estadístico-histórico de España y sus posesiones de Ultramar de Pascual Madoz con las siguientes palabras:

TORREPADIERNE: granja en la prov., aud. terr., c. g. y dióc. de Búrgos (4 1/2 leg.), part. jud. de Castrogeriz (2 3/4), ayunt. de Pampliega (3/4); sit. á la márg. izq. del r. Arlanzon, á la falda de una colina, con buena ventilacion y clima saludable. Tiene 13 casas, incluso un palacio de sólida construccion, edificado el siglo XVI, que pertenece hoy, como todos los demas edificios á la propiedad de un particular de Búrgos; hay una fuente de buenas aguas, y una igl. parr. (San Juan Bautista) servida por un cura párroco. El térm. confina N. Celada del Camino; E. Villavieja; S. Mazuela y Olmillos, y O. Pampliega. El terreno de la vega es fértil; lo restante de mediana calidad. prod.: cereales y legumbres; cria algun ganado y caza menor. pobl.: 8 vec., 32 alm. cap. prod.: 547,400 rs. imp.: 51,625. contr.: 996 rs. 30 mrs.
(Madoz, 1849, p. 98)

En 2023, la entidad singular de población de Torrepadierne tenía empadronados 4 habitantes, todos ellos en el núcleo de población de ese nombre.

## Patrimonio
Hay en el lugar una iglesia y un castillo.